# Klasztor karmelitanek bosych w Usolu Syberyjskim
Klasztor karmelitanek bosych w Usolu Syberyjskim – klasztor sióstr karmelitanek bosych w Usolu Syberyjskim przy ul. Energetikov 55/1, w diecezji Świętego Józefa w Irkucku. Od 2020 roku przynależy do Federacji Św. Józefa.
Przebywa w nim 6 zakonnic: 5 Polek i 1 Rosjanka.

## Historia
Karmelitanki bose przybyły do Usola Syberyjskiego w 2002 na zaproszenie biskupa diecezji Świętego Józefa w Irkucku Jerzego Mazura SVD. Początkowo mieszkały w bloku, a następnie w domu. W maju 2007 rozpoczęto budowę klasztoru, który do dzisiaj nie jest jeszcze ostatecznie wykończony, jednak pełni już swoją funkcję.